# Battaglia di Calcinato
La battaglia di Calcinato è stata una battaglia che ebbe luogo il 19 aprile 1706, nei pressi di Calcinato in Italia. 

## Storia
Fu una battaglia combattuta nel corso della guerra di successione spagnola. Si svolse tra le forze della Francia borbonica e della Spagna contro la casata degli Asburgo. Si concluse con la vittoria delle armate franco-spagnole comandate da Luigi Giuseppe di Borbone-Vendôme.